# Versailleský park
Versailleský park (franc. Parc de Versailles) je rozsáhlý park, přiléhající k bývalému královskému zámku Versailles, přibližně 20 km jihozápadně od Paříže. Zaujímá rozlohu 815 ha a na jeho území se nacházejí zahrady ve francouzském i anglickém stylu, zámky Velký a Malý Trianon, Velký kanál a řada menších staveb, fontán a soch. Park byl založen ve 2. polovině 17. století pro krále Ludvíka XIV. , jeho hlavním architektem byl André Le Nôtre. Roku 1979 byl společně se zámkem zapsán na Seznam světového dědictví UNESCO.
Součástí parku jsou tzv. Versailleské zahrady (franc. Jardin de Versailles), mistrovská ukázka francouzské zahrady barokního typu. Tato část bývá též označována jako Petit parc (=Malý park), pro odlišení od Grand parc (=Velký park). Versailleské zahrady zaujímají prostor mezi zámkem, Oranžerií, Apollonovou fontánou a Neptunovou fontánou.

Park jako celek se všemi lesními i zemědělskými pozemky spolu se zámkem spadá pod Versailleské panství (Domaine de Versailles).

## Historie
Na místě dnešního parku se dříve nacházel menší zahradní areál o velikosti několika hektarů od Jacquesa Menourse, který obklopoval lovecký zámeček krále Ludvíka XIII. Poté, co se jeho nástupce, král Ludvík XIV., oficiálně ujal vlády, rozhodl se inspirován parkem zámku Vaux-le-Vicomte Versailles spolu s přilehlými zahradami rozšířit a přebudovat. Od jeho úmyslu ho neodradila ani špatná kvalita zdejší půdy a ani obtížné zásobování vodou. Práce týmu architekta Le Nôtre, jež byl stavitelem zahrad v Vaux-le-Vicomte, začaly roku 1662. V roce 1665 byl dokončen tzv. Petit Parc, roku 1674 bylo objednáno a v zahradách instalováno 24 velkých soch z mramoru. Král a jeho dvůr se do zámku nastěhovali v roce 1682, roku 1693 bylo budování parku a zahrad přerušeno. V letech 1687–1688 postavil architekt Jules Hardouin Mansart pro soukromou potřebu Ludvíka XIV. menší zámek Velký Trianon. Na stavbě versailleského zámku a parku se v 17. století podílelo přes 20 000 zaměstnanců různých profesí.

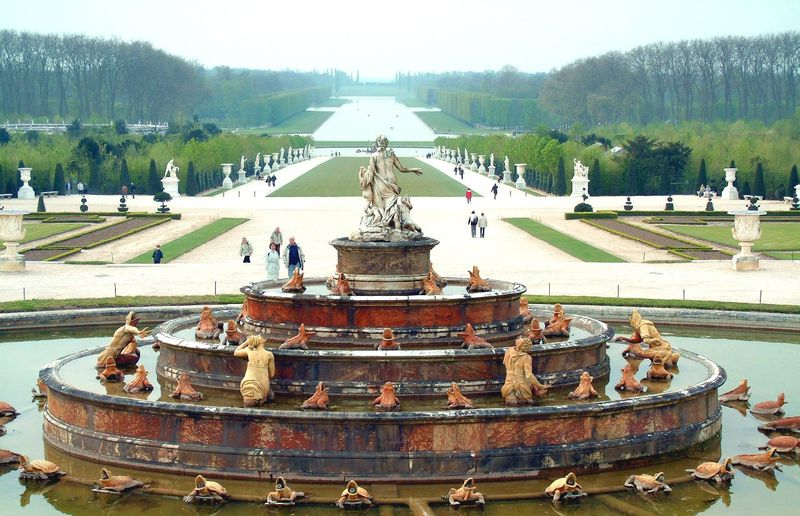
Fontána Latona

Za Ludvíka XV. byly zahrady dále rozšířeny a k Velkému Trianonu přibyl Malý Trianon. Roku 1750 byla v jeho blízkosti vybudována botanická zahrada, která byla v roce 1775 za vlády Ludvíka XVI. architektem Richardem Miquem přetvořena v anglický park a doplněna o tzv. fabriques, stavbičky sloužící hlavně dekoračním účelům. Ludvík XVI. věnoval Malý Trianon své manželce Marii Antoinettě a nechal pro ni také roku 1785 poblíž postavit malou vesničku – Hameau de la Reine . V zámku Velký Trianon přebývali francouzští panovníci s přestávkami až do roku 1848 a místní zahrady přetvářeli podle trendů příslušné doby. Ještě předtím zde císař Napoleon nařídil stavbu mostu, který vedl k areálu Malého Trianonu.

## Popis
Při vytváření parku a zahrad navazoval architekt Le Nôtre na své předchozí dílo ve Vaux-le-Vicomte, kde se svými zásahy snažil krajinu strukturovaným způsobem doplnit. Pro jeho způsob práce jsou typické dlouhé aleje a cesty, z nichž je vidět do dalekého okolí. Tak tomu je i ve Versailles, kde hlavní stromořadí směřuje od zámku k Apollónově fontáně. Na něj navazuje největší vodní plocha Versailles, Velký kanál (Grand canal), o rozloze 23 ha; má podobu kříže a směrem od zámku dosahuje délky 1650 m. Pravé příčné rameno směřuje k zahradám obou Trianonů. V parku se nachází 55 fontán a více než 600 různých vodních atrakcí, výzdobu tvoří 86 sousoší, 155 soch a 235 váz.

### Versailleské zahrady
Vlastní zahrady jsou vytvořeny v barokním stylu. Hlavní cesta vedoucí od zámku se postupně rozšiřuje prostřednictvím transverzálních linií do zahrad, jež jsou tvořeny promyšleným systémem kruhů a čtverců. Celý prostor se vyznačuje smyslem pro proporce a vyrovnanost. Na zámek, který se odráží ve dvou přilehlých vodních nádržích, navazuje terasa s otevřenými partery. Královská alej směřuje od nádrží k fontáně Latony a odtud přes tzv. Tapis vert (trávníkový koberec) k již zmíněné Apollónově fontáně, které dominuje socha Apollóna od Jean-Babtista Tubyho. Apollón je bůh Slunce a byl tedy zvolen jako symbol mocného Ludvíka XIV., který byl za krále Slunce označován.
V zahradách se nacházejí bosquets (lesíky či hájky), doplněné kašnami, sochami (inspirovanými antickými mýty) nebo např. skalní stěnou s mušlemi (Bosquet de la salle de bal). Prostor je v těchto místech je uspořádaný tak, aby se zde mohly konat divadelní představení a koncerty.

### Ostatní součásti parku
- Velký Trianon (Grand Trianon, původně nazývaný Trianon de marbre, Mramorový Trianon) a jeho zahrada ve francouzském stylu
- Malý Trianon (Petit Trianon) - jeho okolí bylo upraveno do podoby anglické zahrady s potoky, vodopády a jeskyněmi; nacházejí se zde též pavilonky Temple de l'amour a Belvédère
- Královnina vesnička (Hameau de la Reine) - umělá vesnice tvořená dvanácti rustikálními stavbami; její součástí je např. selský dvůr, mlékárna, mlýn a holubník (vzorem byla podobná vesnička, která se nachází v Chantilly).[1]
- Oranžerie

## Galerie

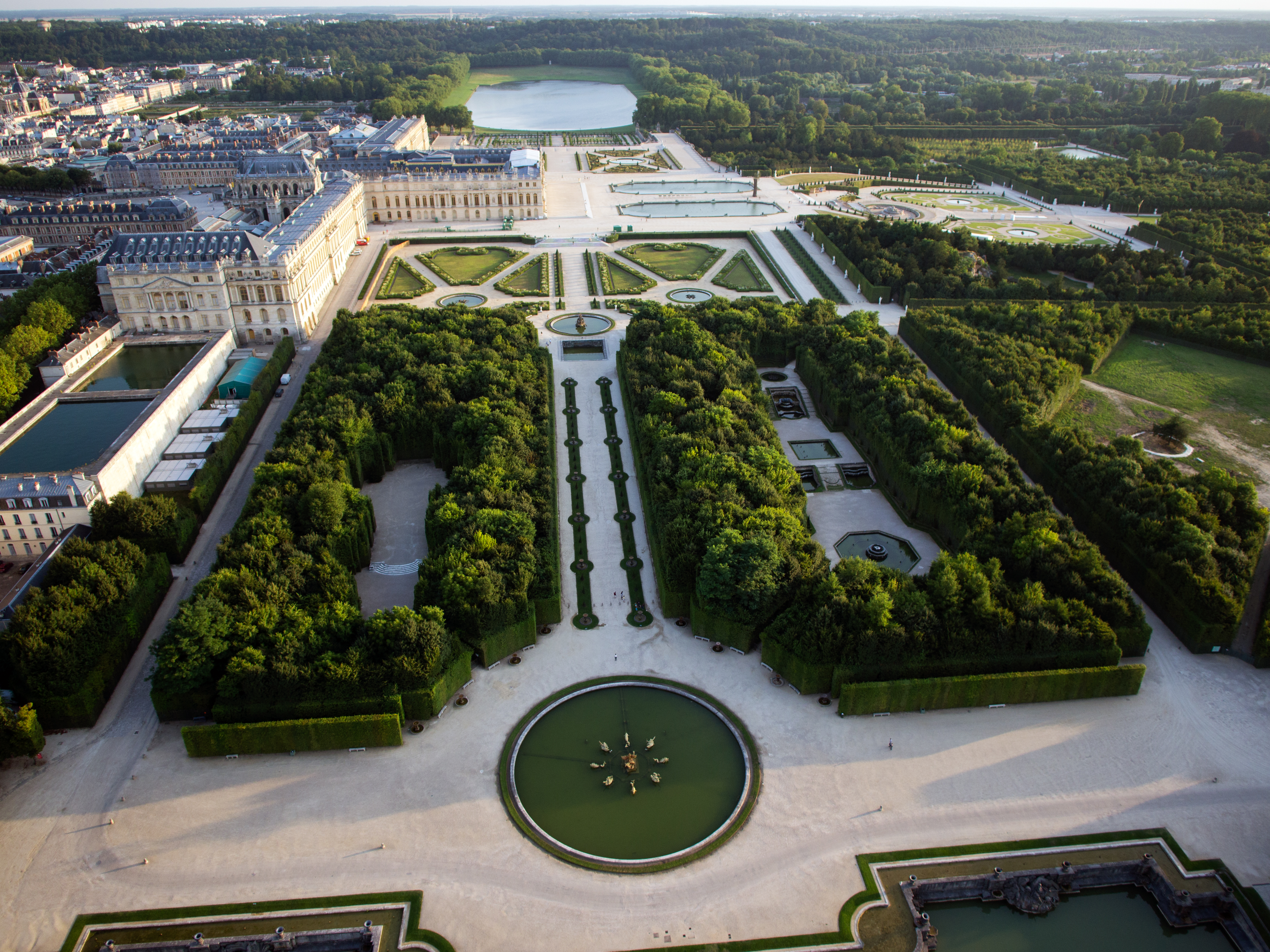
Versailleské zahrady
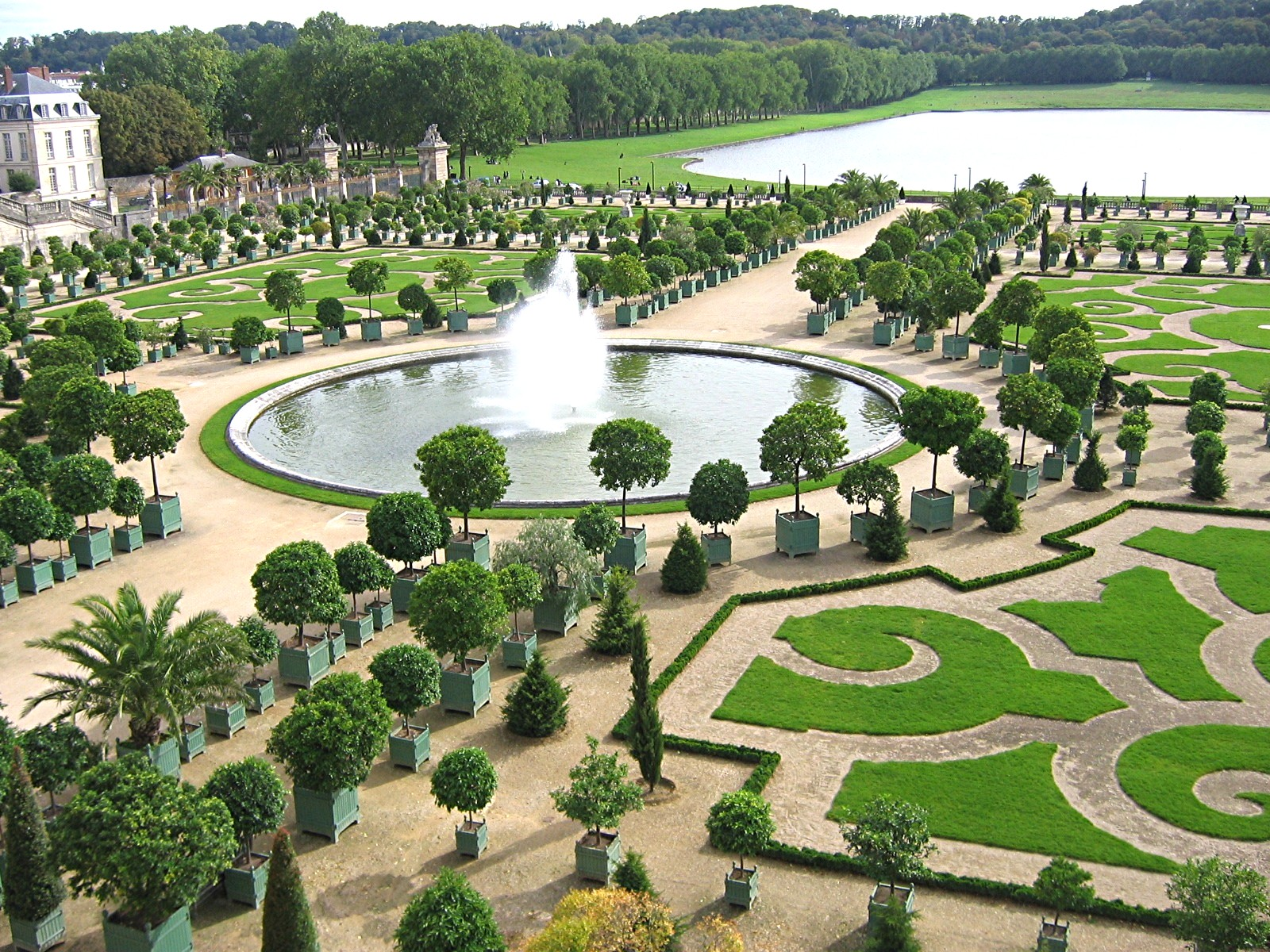
Parter s Oranžerií
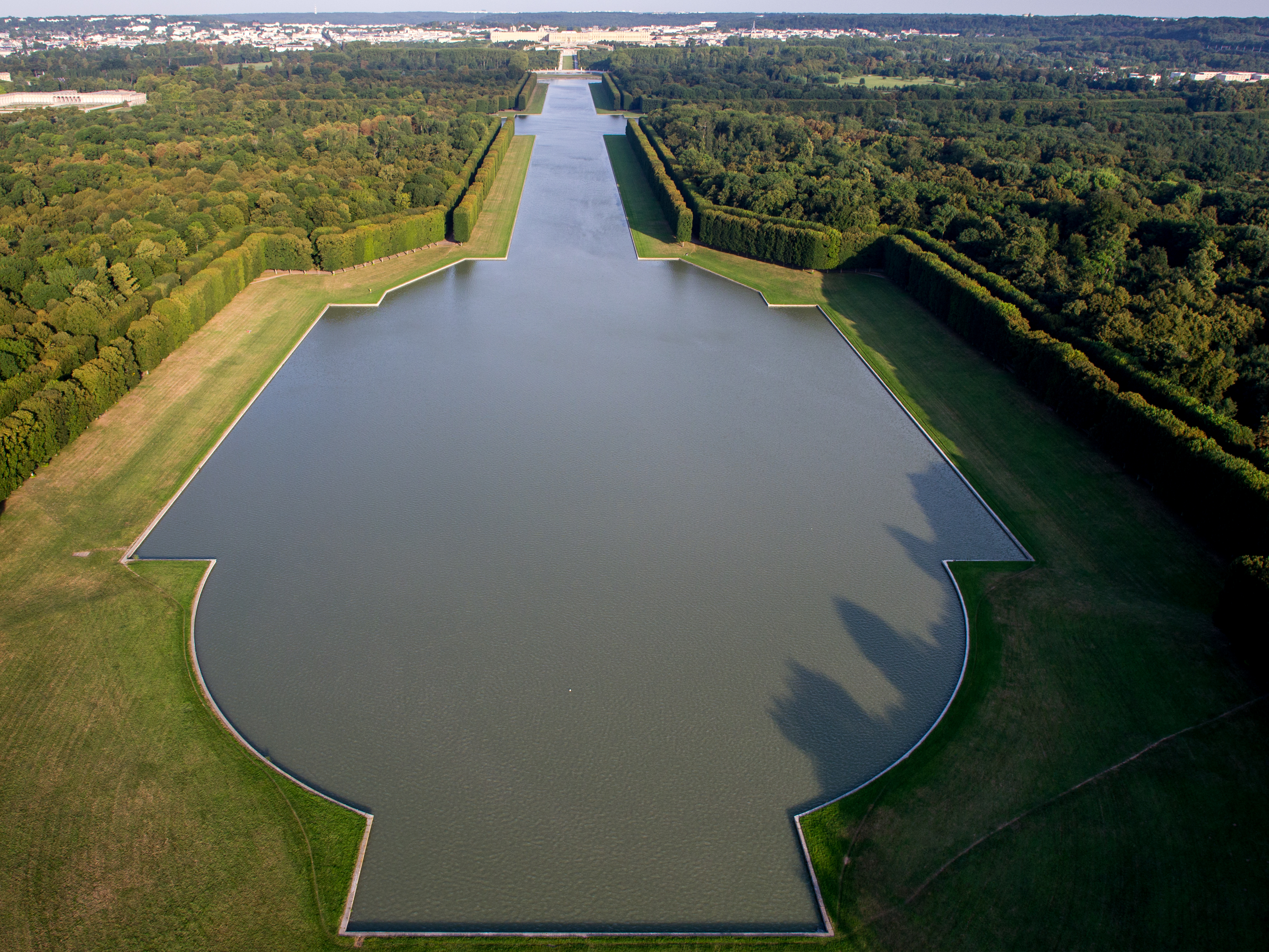
Velký kanál
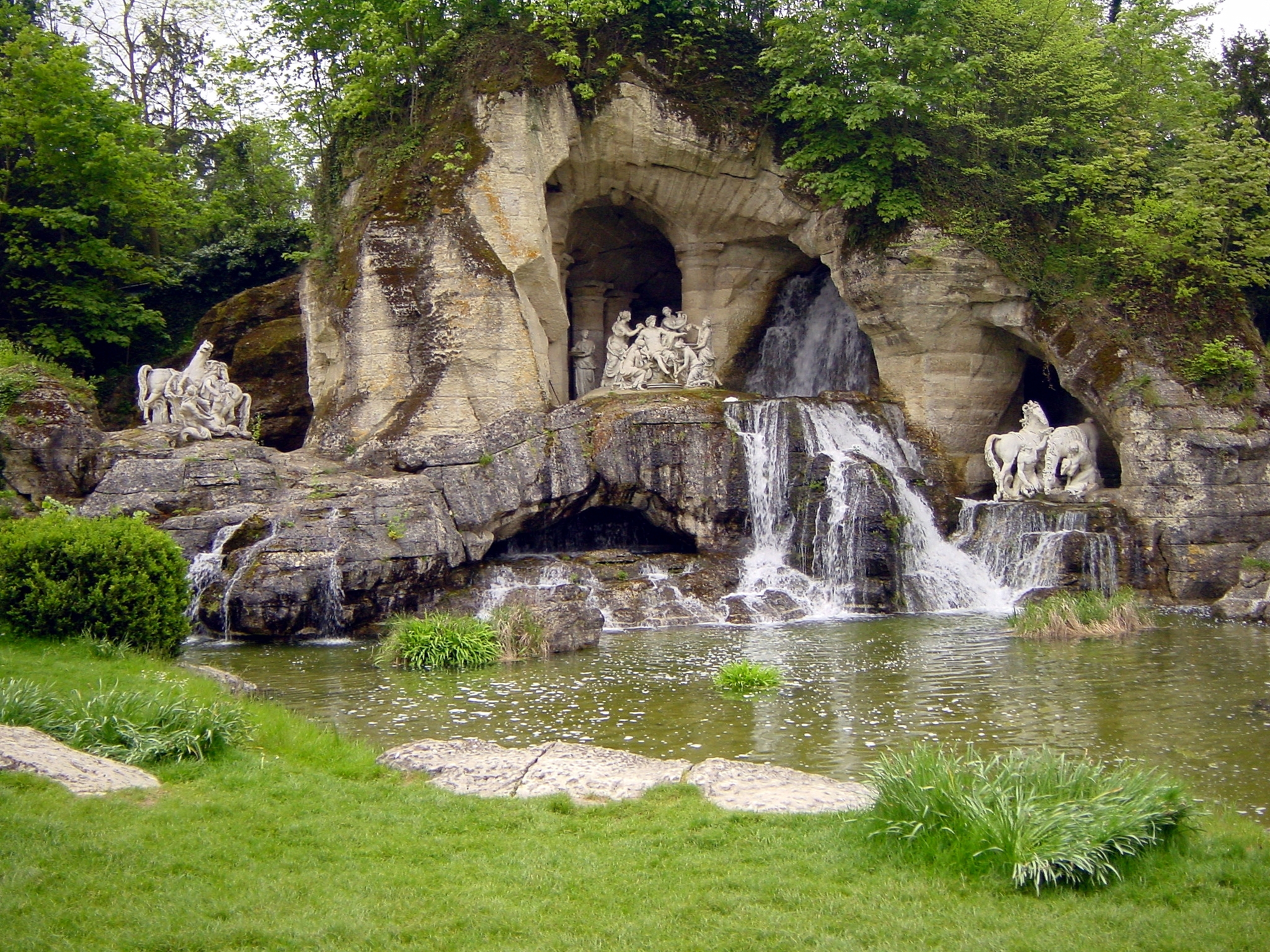
Apollónovy lázně
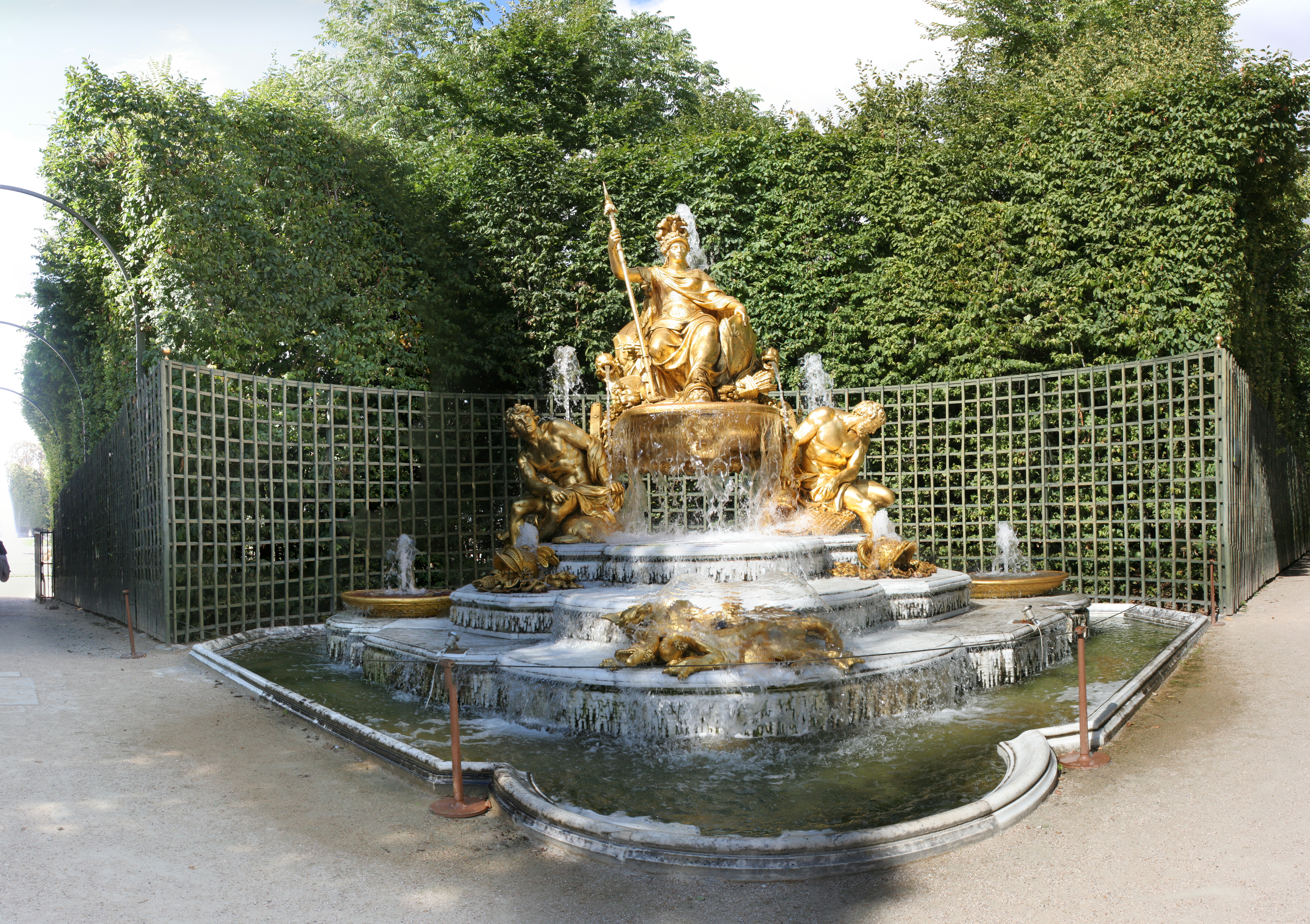
Bosquet de l'Arc de Triomphe
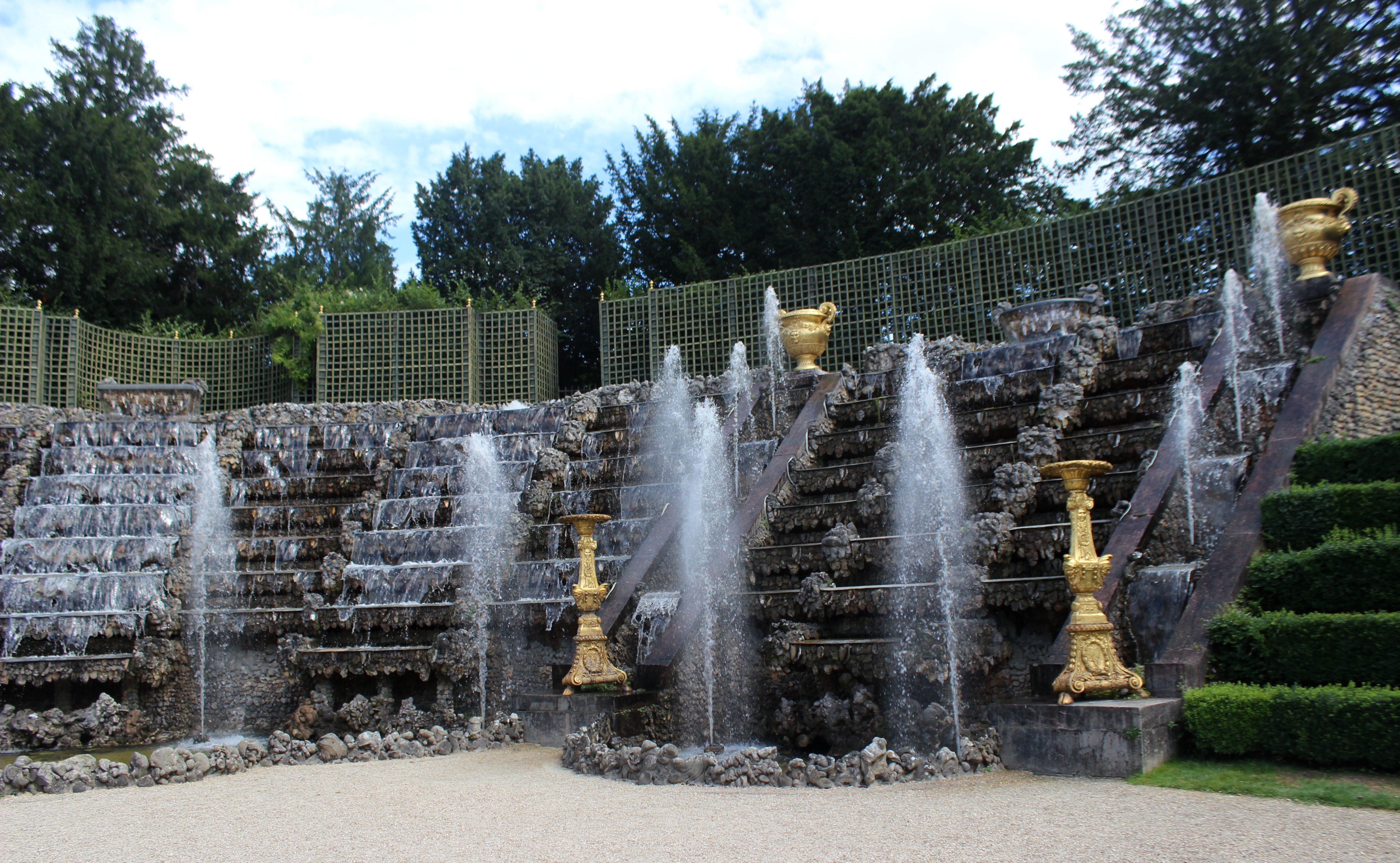
Bosquet des Rocailles
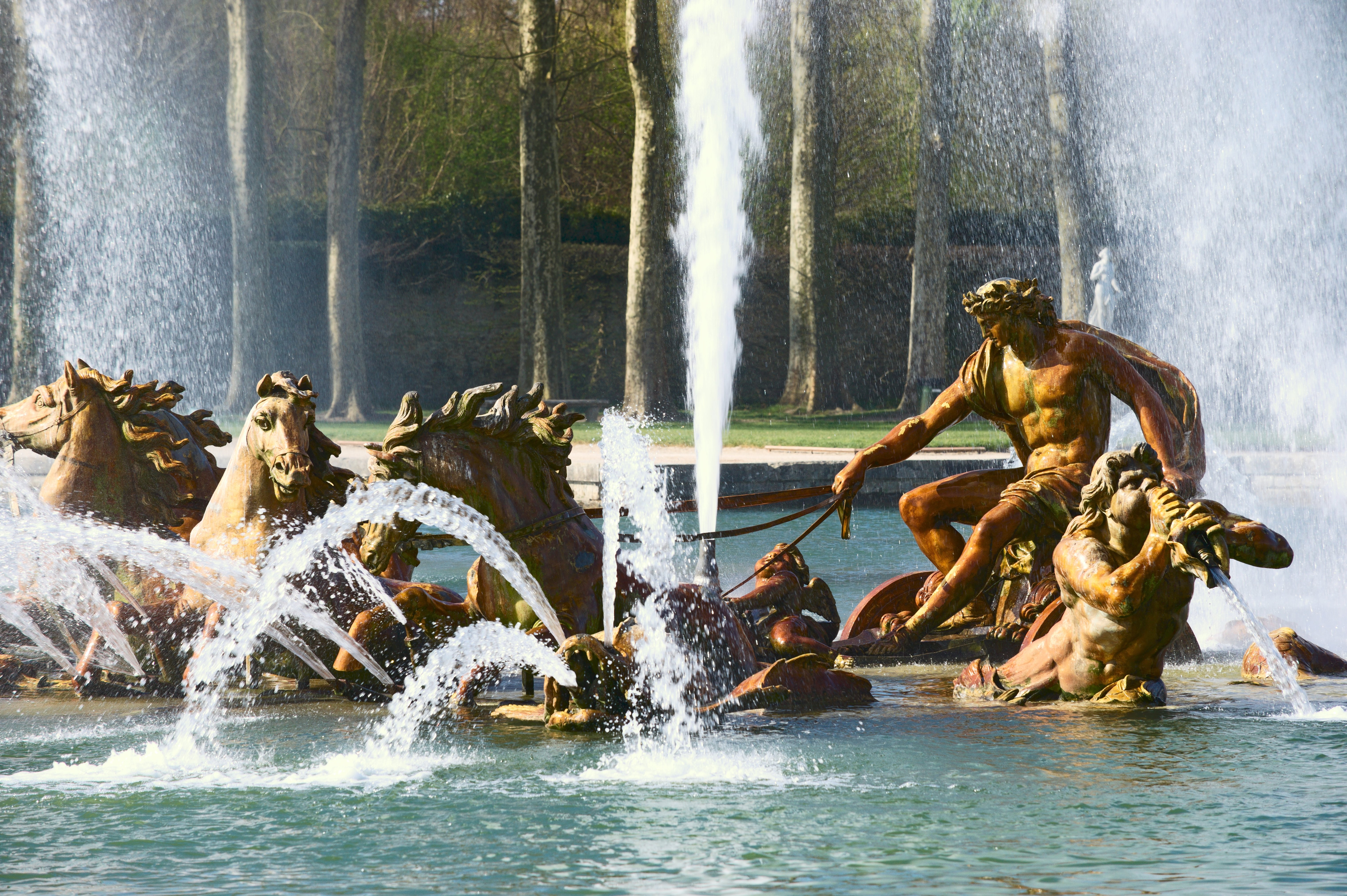
Apollónova fontána